# Hydra (Nederlandse band)
Hydra is een Nederlandse band uit Assen en omgeving die vooral bekend is van de liedjes Marietje en Als het gras twee kontjes hoog is.
Hydra ontstond in 1970 uit de groepen All Beat Generation en South River Village Band. Het speelde eerst een mix van hardrock en underground.
In 1974 kreeg Hydra de eerste bekendheid met het liedje 't Geeft allemaal niks dat een 25e plaats haalde in de Veronica Top 40.
Met het lied Marietje (Want In Het Bos Daar Zijn De Jagers) scoorde Hydra in januari zijn grootste hit. Het nummer stond drie weken op de eerste plaats in de Nationale Hitparade. Een jaar later haalde Als het gras twee kontjes hoog is de vierde plaats. De twee daaropvolgende singles Hela Gij Bloemke en M'n Zwager haalden de hitlijsten niet.
De band bestond toen uit de zanger Frens Drijfhout en daarnaast Fokko Kunstman, Gert Immerzeel, Anne Doedens en Richard Hartung.